# 2018年中華職棒紅白明星對抗賽
2018年中華職棒紅白明星對抗賽是中華職棒29年球季中舉辦的特別賽事，在2018年7月7日和7月8日於臺北市立天母棒球場進行，第一天進行主賽事，第二天進行五項戰技，主賽事最後由三商美邦白隊一分差擊敗臺銀紅隊。

## 分隊與冠名
今年的分隊回到早期的戰績分隊方式，去年總冠軍Lamigo桃猿與墊底的富邦悍將組成明星紅隊，而分居2、3名的統一獅和中信兄弟則將組成明星白隊，紅白兩隊分別被臺灣銀行和三商美邦人壽冠名，賽事也被臺新銀行冠名。

## 比賽看點
中華職棒聯盟在2018年4月23日決定本次明星賽要在臺北市立天母棒球場進行，為2010年以來首次在臺北市進行，同時本次明星賽安排五項戰技，本次明星賽有兩位球員預定是最後一次打中華職棒明星賽，分別是郭泓志和彭政閔，但郭泓志因傷無法參與。

## 主賽事教練及球員名單

### 教練
- 臺銀紅隊：洪一中（Lamigo桃猿總教練）、郭建霖（Lamigo桃猿首席教練）、曾豪駒（Lamigo桃猿打擊教練）、郭勇志（富邦悍將投手教練）、葉君璋（富邦總教練）
- 三商美邦白隊：黃甘霖（統一獅總教練）許聖杰（統一獅首席教練）、莊景賀（統一獅守備教練）、伯納（中信兄弟投手教練）、史耐德（中信兄弟總教練）

### 先發球員
| 先發打序 | 先發守備位置 | 球員   | 所屬球隊   |
| -------- | ------------ | ------ | ---------- |
| 1        | 指定打擊     | 胡金龍 | 富邦悍將   |
| 2        | 右外野手     | 王柏融 | Lamigo桃猿 |
| 3        | 捕手         | 廖建富 | Lamigo桃猿 |
| 4        | 三壘手       | 蔣智賢 | 富邦悍將   |
| 5        | 一壘手       | 陳俊秀 | Lamigo桃猿 |
| 6        | 左外野手     | 高國輝 | 富邦悍將   |
| 7        | 二壘手       | 郭嚴文 | Lamigo桃猿 |
| 8        | 中外野手     | 林哲瑄 | 富邦悍將   |
| 9        | 游擊手       | 林承飛 | Lamigo桃猿 |
|          | 投手         | 王溢正 | Lamigo桃猿 |

| 先發打序 | 先發守備位置 | 球員   | 所屬球隊 |
| -------- | ------------ | ------ | -------- |
| 1        | 游擊手       | 陳傑憲 | 統一獅   |
| 2        | 二壘手       | 吳桀睿 | 統一獅   |
| 3        | 中外野手     | 張志豪 | 中信兄弟 |
| 4        | 一壘手       | 彭政閔 | 中信兄弟 |
| 5        | 左外野手     | 蘇智傑 | 統一獅   |
| 6        | 指定打擊     | 周思齊 | 中信兄弟 |
| 7        | 三壘手       | 郭阜林 | 統一獅   |
| 8        | 捕手         | 高志綱 | 統一獅   |
| 9        | 右外野手     | 詹子賢 | 中信兄弟 |
|          | 投手         | 陳琥   | 中信兄弟 |

### 替補球員
臺銀紅隊：Lamigo桃猿有林柏佑、陳禹勳、吳丞哲、史博威、林立、藍寅倫和林泓育列入替補名單，富邦悍將有郭泓志、賴鴻誠、羅力、蔡友達、林益全、陳品捷和申皓瑋列入替補名單。
三商美邦白隊：統一獅有陳韻文、江辰晏、羅里奇、施子謙、陳重羽、陳鏞基和羅國龍列入替補名單，中信兄弟有楊志龍、艾迪頓、鄭凱文、林智勝、王威晨、陳江和和陳子豪列入替補名單。

## 主賽事比賽過程
第一局上半臺銀紅隊打出首局首打席全壘打，接著廖健富擊出二壘安打以及蔣智賢選到四壞球保送形成一二壘有人後，依靠推進、盜壘和暴投再得一分，下個半局三商美邦白隊吳桀睿擊出陽春全壘打，接著雖然張志豪跟彭政閔分別靠一壘安打和四壞球保送上壘，但留下殘壘；第二局雖然兩隊都有攻勢，但都無功而返；第三局上半三商美邦白隊艾迪頓投出三上三下，下個半局張志豪和彭政閔接連擊出一壘安打，接著蘇智傑擊出二壘安打得兩分，下一棒打者周思齊擊出內野安打，再靠郭阜林擊出高飛犧牲打得一分，雖然高志綱接著打出一壘安打形成一二壘有人，但留下殘壘；第四局兩隊投手羅里奇和艾迪頓都投出三上三下，第五局上半三商美邦白隊江辰晏投出三上三下，下個半局彭政閔、蘇智傑接連擊出一壘安打，接著郭阜林擊出一壘安打得一分，然後高志綱擊出高飛犧牲打再得一分，前五局打完三商美邦白隊以6比2領先臺銀紅隊。
第六局上半臺銀紅隊蔡友達擊出二壘安打，接著林益全擊出一壘安打得一分，但被夾殺，下個半局三商美邦白隊陳江和、王威晨和陳子豪接連擊出一壘安打形成滿壘，接著周思齊擊出一壘安打得兩分，最後球隊留下兩個殘壘；七局上半臺銀紅隊申皓瑋、陳品捷和藍寅倫分別以一壘安打、二壘安打和保送形成滿壘，接者胡金龍擊出高飛犧牲打得一分，但留下兩個殘壘，下個半局羅力投出三上三下，八局上半臺銀紅隊雖有攻勢，但被防守方守住，下個半局羅力再投出三上三下，九局上半臺銀紅隊最後反攻，陳品捷、藍寅倫、林承飛、胡金龍分別擊出二壘、一壘、二壘、一壘安打得三分，接著未能再得分，最終臺銀紅隊仍以7比8輸給三商美邦白隊。

## 五項戰技
比賽項目有超級雷射肩、我是速球王、跑壘大賽、投準大賽和全壘打大賽，是繼2005年再度於中華職棒季中舉辦，比賽分為兩隊，隊名更主賽事一樣，每一個項目一分，三商美邦白隊拿下超級雷射肩、跑壘大賽、我是速球王，以3比2獲勝。